# 野村万之介
野村 万之介（のむら まんのすけ、本名・野村悟郎、1939年（昭和14年）5月2日 - 2010年（平成22年）12月25日）は、狂言方和泉流能楽師。

## 人物
六世野村万蔵の五男。本名；野村悟郎。中央大学文学部中退。兄に野村萬（七世野村万蔵）、野村万作、観世流能楽師の野村四郎がいる。八世野村万蔵、九世野村万蔵、野村萬斎は甥。野村太一郎、六世野村万之丞、野村拳之介（長兄・萬の孫）は姪孫。
「万作の会」の重要メンバーとして国内外で活躍。兄・万作や甥・萬斎には知名度の点では劣るものの、万作一門を支える重要な屋台骨の一人であり、型にとらわれない、鷹揚で自由奔放な芸風で知られた。
また、万作の後を受け、1968年から2010年まで東京大学・早稲田大学、1991年まで東京女子大学・お茶の水女子大学の狂言サークルを指導していた。
2010年12月25日に肺炎のため東京都港区の病院で死去したことが、2011年1月11日に公となった。71歳没。

## 年譜
- 1944年 「鉢叩」（アド・瓢の神）で初舞台
- 1970年 「釣狐」を披く
- 1972年 山本則直、善竹十郎と「新の会」を結成。1985年まで続ける。
- 1980年 芸術選奨新人賞受賞
- 1982年より 日本能楽会会員
- 1989年より 万之介狂言の会を主宰
- 2010年に死去。最後の舞台は「謀生種」の伯父であった。

## 脚註
1. ↑  “野村万之介(のむらまんのすけ)プロフィール”.   画数と良運 赤ちゃんの命名・名付 (2024年4月26日). 2024年4月25日閲覧。
2. ↑  和泉流狂言師の野村万之介氏死去 時事通信 2011年1月11日閲覧